# Anselm Sparber
Anselm Sparber (* 13. Mai 1883 in Stilfes, heute Gemeinde Freienfeld; † 26. November 1969 in Mals, Südtirol) war ein Südtiroler Kleriker und Theologe.

## Leben
Der im Weiler Egg geborene Sparber (Taufname Florian Bernhard) wurde 1909 zum Priester geweiht, danach hatte er Kooperatorenstellen in Völs am Schlern und Natz inne, anschließend war er Vikar in Pfalzen. Er war Lehrer am Vinzentinum und ab 1933 Professor für Kirchen- und Diözesangeschichte am Priesterseminar im Brixen.
1939 wurde Sparber zum Leiter des Diözesanarchivs Brixen und zum Konsistorialrat ernannt.
Anselm Sparber verfasste zahlreiche Werke zur Kirchen- und Ortsgeschichte Südtirols.

## Werke
- Der selige Hartmann. Bischof von Brixen und Gründer des Chorherrenstiftes Neustift. Brixen 1910.
- Abriss der Geschichte des Chorherrenstiftes Neustift bei Brixen. Brixen 1920 (online)
- Die Marienwallfahrt Trens. Trens 1928 (online)
- (Bearb.): Vita Beati Hartmanni Episcopi Brixinensis (1140–1164) (= Schlern-Schriften, Bd. 46). Wagner, Innsbruck 1940.

## Auszeichnungen
- 1954 Ehrenmitglied der Universität Innsbruck
- 1965 Walther-von-der-Vogelweide-Preis
- Ehrenzeichen des Landes Tirol
- Eine Straße in der Ortsmitte von Pfalzen wurde nach ihm benannt.